# Face to Face (album Westlife)
Face to Face – szósty studyjny album irlandzkiego zespołu Westlife wydany w 2005 roku.
Pierwszym singlem z płyty został cover zespołu Secret Garden, "You Raise Me Up". Następnym singlem został utwór oryginalnie wykonywany przez Diane Ross - "When You Tell Me That You Love Me". Ostatnim singlem została piosenka "Amazing". Utwór "That's Where You Find Love" został wydany jako singiel radiowy na Filipinach.
Album dotarł do pierwszego miejsca najlepiej sprzedających się albumów w Wielkiej Brytanii i utrzymywał się na tej pozycji przez siedem tygodni. Całkowita sprzedaż albumu na wyspach brytyjskich wyniosła 1.3 miliona kopii, na świecie sprzedano nieco ponad 2 miliony egzemplarzy płyty.

## Spis utworów
1. "You Raise Me Up" - 4:00
2. "When You Tell Me That You Love Me" - 3:56
3. "Amazing" - 2:49
4. "That's Where You Find Love" - 3:44
5. "She's Back" - 3:10
6. "Desperado" - 3:37
7. "Colour My World" - 3:55
8. "In This Life" - 4:08
9. "Heart Without A Home" - 4:47
10. "Hit You With The Real Thing" - 3:00
11. "Change Your Mind" - 3:43
12. "Maybe Tomorrow"A - 3:08

A Utwór "Maybe Tomorrow" znajduje się tylko na angielskiej/irlandzkiej wersji albumu.
- produkcja – Andreas Romdhane (utwory: 2), Carl Falk (2) (utwory: 3, 7, 10), David Kreuger (utwory: 2), Jake Schulze (utwory: 7, 10), Josef Larossi (utwory: 2), Per Magnusson (utwory: 2), Steve Mac (utwory: 1, 4 to 6, 8, 9, 11)[1]

## Pozycje na listach
| Kraj           | Najwyższa pozycja | Certyfikat |
| -------------- | ----------------- | ---------- |
| Świat          | 4                 | -          |
| Europa         | 5                 | -          |
| Australia      | 1                 | Platyna    |
| Irlandia       | 1                 | 8xPlatyna  |
| Filipiny       | 1                 | -          |
| United Kingdom | 1                 | 4xPlatyna  |
| Norwegia       | 7                 | -          |
| Szwecja        | 9                 | -          |
| Szwajcaria     | 14                | -          |
| Niemcy         | 18                | -          |
| Dania          | 19                | -          |
| Holandia       | 30                | -          |